# The Black Cauldron (videojuego)
The Black Cauldron es un videojuego de aventura gráfica diseñado por Al Lowe de Sierra On-Line y lanzado en 1986. El videojuego está basado en la película de Disney The Black Cauldron, la cual está basada en la novela homónima que forma parte de Las Crónicas de Prydain (The Chronicles of Prydain) de Lloyd Alexander. Fue desarrollado poco después del primer videojuego de King's Quest, en muchos aspectos es muy parecido a ese videojuego de aventuras. The Black Cauldron junto con el videojuego The Dark Crystal son uno de los pocos videojuegos de aventuras de Sierra basados en películas.

## Argumento
El personaje del jugador es un joven asistente cuidador de puercos llamado Taran, el cual tiene la tarea de detener al malvado rey, el cual busca a Hen Wen, la cerda mágica del mago Dallben, debido a sus habilidades para mostrar visiones. Con estas habilidades el rey buscará el Caldero negro para  tener el control de todo el reino.
La primera misión de Taran es llevar a Hen Wen con las hadas mientras el dragón del Rey los busca. El puerco puede ser capturado (el juego permite cualquier posibilidad), Tara puede ir al castillo del rey y rescatarla. Una vez dentro, Taran puede conocer y rescatar a Eilonwy, para poder descubrir la espada mágica.
El calderón se encuentra en posesión de tres brujas (Orddu, Orwen y Orgoch) de Morva las cuales intercambiarán el caldero por la espada. Desafortunadamente un dragón toma el caldero y Taran vuelve a para encontrarse con el rey malvado.
El juego tiene muchos caminos alternativos y diferentes finales dependiendo de muchas variable, tales como si Hen Wen fue salvada, o el caldero fue destruido. La característica de múltiples finales fue ampliamente utilizada en uno de los videojuegos de LucasArts llamado Maniac Mansion publicado un año después.

## Características
Para hacer el videojuego más accesible para los niños, Sierra utilizó una idea innovadora que no volvería a aparecer en el género sino hasta 10 años después: el sistema de texto fue removido por un sistema de teclas de función que ejecutaban diferentes acciones: F3 seleccionaba un objeto del inventario, F4 usaba el objeto seleccionado, F6 ejecutaba "Usar" cerca de donde se encontraba el personaje, y  F8  "miraba" alrededor. La simplificación de las dos acciones "mirar" y "usar" no fue reutilizada en los videojuegos de Sierra posteriores. Sin embargo, el sistema se asemeja al sistema de control posterior point-and-click de videojuegos de aventura, tales como King's Quest VII: The Princeless Bride o The Dig cuyas interfaces consistían en "mirar" y "usar". Siendo un videojuego basado en una película de Disney, las gráficas presentan cierta 'flexibilidad', comparada con los escenarios lineales de los videojuegos anteriores y posteriores.